# Mona Hatoum
Mona Hatoum, née le 11 février 1952 à Beyrouth au Liban, est une artiste contemporaine d'origine palestinienne vivant à Londres depuis 1975.

## Biographie
L'artiste est une ancienne étudiante de la Byam Shaw School of Art et de la Slade School of Art de 1975 à 1981.
En 1995, elle est sélectionnée pour le prestigieux prix Turner pour son exposition au Centre national d'art et de culture Georges-Pompidou (Paris), et pour son exposition au White Cube (Londres), une des plus influentes galeries dans le monde artistique.
Mona Hatoum commence à être connue dans les années 1980 avec des performances qui mettent en scène la violence et la sexualité abordant les thèmes de la souffrance et « au cours desquelles son propre corps est volontairement exposé, parfois jusqu'à la limite de ses forces ». Quelques-unes de ses performances ont été filmées et ont conduit Mona Hatoum à l'art vidéo en 1983.
Née à Beyrouth, de parents palestiniens, alors qu'elle effectue une courte visite à Londres en 1975, la guerre éclate au Liban. Elle ne peut pas rentrer chez elle. Depuis, elle vit à Londres. L'exil et la séparation d’avec sa famille restée à Beyrouth deviennent les thèmes de ses vidéos et de ses œuvres. C'est à travers ses œuvres qu'elle tentera de « restituer », ou plutôt de « reconstruire », un passé qui semble la hanter.
Dans Measures of Distance (1988), une vidéo, « Mona Hatoum exprime la douleur intime à travers les images de sa mère et un choix de lettres envoyées par cette dernière à sa fille, lues en voix off : ces lettres parlent de la guerre, de la vie quotidienne, de ce qui a été perdu ».
Son travail porte aussi la marque d'un héritage minimaliste et conceptuel comme son œuvre Socle du Monde (1992–1992), qui reprend l'œuvre du même nom de l'artiste Piero Manzoni (1962, en fer et laiton) qui est composé d'un large cube recouvert entièrement de limaille de fer.
En 1994, Mona Hatoum renoue avec la vidéo qu'elle incorpore dans une installation Corps étranger exposé au Centre Georges-Pompidou à Paris. Cette dernière montre des images en couleur du corps de l'artiste puisqu'il s'agit d'une endoscopie projetée à même le sol, sur un mètre de diamètre. Cette œuvre critique le dualisme qui existe entre l'intérieur et l'extérieur et remet en scène le contenu d'une de ses anciennes performances: Don't smile you're on camera! datant de 1980.
Mona Hatoum abandonne ensuite la vidéo pour se consacrer à des « objets-sculptures ».
Une installation Mobile Home (2005) met en scène des objets familiers, domestiques, chargés de mémoire où Mona Hatoum exprime l'exil. La présence des « fils à linge mouvants » qui transportent les objets expriment à la fois le lien familial mais aussi l'éloignement. Le titre même de l'œuvre exprime la mobilité et la distance.
En travaillant avec des médias variés, Mona Hatoum critique les limites de l'art traditionnel.
Elle est élue membre de l'Académie des arts de Berlin en 2010.

## Œuvres
- 1988 : Mesures de la distance, en plusieurs exemplaires, dont un au Museum of Modern Art, New York
- 1994 : Corps étranger, musée national d'art moderne, Paris
- 1994-2004 : + et -, Museum of Modern Art, New York
- 1996 : Current Disturbance, musée d'Israël, Jérusalem
- 1999 :
  - Trancheuse, Scottish National Gallery, Edimbourg
  - Home, musée Guggenheim, Bilbao
- 2002 : Itinéraires II, Museum of Modern Art, New York
- 2004 : Undercurrent, présenté à la Kochi-Muziris Biennale de 2004[3]
- 2009 : Impénétrable, Solomon R. Guggenheim, New York
- 2011 : Bourj II, Collection Pinault
- 2012 : Kapan, Arter, Istanbul
- 2013 : Capello per due V, fondation Louis Vuitton, Paris

## Prix et récompenses
- 2004 : Prix Sonning, Université de Copenhague
- 2004 : Prix Haftmann, Fondation Roswitha Haftmann
- 2008 : Prix Schock , the Royal Swedish Academy of Fine Arts, Stockholm
- 2008 : inaugural Ismail Shammout Prize, Qattan Foundation, Ramallah
- 2009 : Creative Arts Fellow at the Rockefeller Foundation Bellagio Center, Italie
- 2010 : Prix Käthe-Kollwitz, Akademie der Künste, Berlin
- 2011 : Prix international d’art contemporain Joan Mirò[4].

## Expositions
- 1994 : exposition au Centre national d'art et de culture Georges-Pompidou à Paris.
- 1995 : exposition au White Cube à Londres.
- 1997 : exposition au Museum of Contemporary Art, Chicago ; The New Museum of Contemporary Art, New York
- 1998 : exposition au Museum of Modern Art, Oxford ; The Scottish National Gallery of Modern Art, Edinburg
- 1998 : exposition au Kunsthalle Basel
- 1999 : exposition au Castello Di Rivoli, Museo d’Arte Contemporanea, Turin
- 1999 : exposition au Le Creux de l’Enfer, Thiers
- 2000 : exposition Le Collège, Frac Champagne-Ardenne, Reims; MUHKA - Museum van Hedendaagse Kunst Antwerpen, Antwerp
- 2000 : exposition The Entire World as a Foreign Land, Tate Gallery, London
- 2001 : Domestic Disturbance, Mass MoCA, North Adams
- 2004 : Mona Hatoum: A major survey, Hamburger Kunsthalle, Hamburg; Kunstmuseum Bonn; Magasin 3 Stockholm Konsthall, Stockholm
- 2005 : Mona Hatoum: OVER MY DEAD BODY, Museum of Contemporary Art Sydney
- août 2007 : Web, 2006 une installation présentant une toile d'araignée géante avec d'énormes gouttes d'eau en perles de verre soufflé et posée dans l'entonnoir d'une crayère, exposée dans l' Expérience Pommery#4, exposition organisée par Daniel Buren, regroupant des œuvres de 37 artistes plasticiens dans les caves des crayères de la Maison de champagne Pommery à Reims.
- 2008 : exposition personnelle à la galerie Chantal Crousel, Paris
- 2009 : exposition à l'UCCA de Pékin, visuels disponible sur le site de l'agence de communication culturelle Claudine Colin.
- 2009 : exposition Mona Hatoum: Interior Landscape, Fondazione Querini Stampalia, Venice
- 2010 : Suspendu, MAC/VAL – Musée d’art contemporain du Val-de-Marne, Vitry-sur-Seine

- 2010 : exposition au Beirut Art Center, à Beyrouth
- 2011 : exposition personnelle Mona Hatoum, Sammlung Goetz, Munich
- 2012 : exposition personnelle You Are Still Here, Arter, Istanbul
- 2013 : exposition personnelle à la galerie Chantal Crousel, Paris
- 2013 : exposition Mona Hatoum, Kunstmuseum St Gallen
- 2014 Turbulence, Mathaf: Arab Museum of Modern Art, Doha
- 2014 : exposition à la Galerie René Blouin, à Montréal
- 2014 : exposition Mona Hatoum, Estação Pinacoteca - Pinacoteca do Estado de São Paulo
- 2015 : exposition au Centre national d'art et de culture Georges-Pompidou à Paris.
- 2024 : présentation de Full Swing, à la Triennale de Bruges, Belgique